# Ulva
Ulva lub Isle of Ulva, gael. Ulbha) – wyspa w archipelagu Hebrydów (Hebrydy Wewnętrzne), wchodząca w skład Wysp Brytyjskich, oddzielona od Wielkiej Brytanii.